# Wilhelm Teuwen
Wilhelm Teuwen (* 16. August 1908 in Anrath; † 21. August 1967 ebenda) war ein deutscher Maler, Glasmaler, Holzschneider und Kunstprofessor.

## Leben und Wirken
Wilhelm Teuwen absolvierte sein Studium an der Düsseldorfer Akademie bei Heinrich Campendonk und Heinrich Nauen.
Nach dem Zweiten Weltkrieg war Teuwen Mitglied der neu gegründeten Rheinischen Sezession, ab 1948 der Neuen Rheinischen Sezession. Im Zuge des Wiederaufbaus bestand ein historisch einmaliger Bedarf an Verglasungen bzw. Restaurierungen und Ergänzungen für alte Fenster in Sakral- und Profanbauten.
Teuwens Glasmalereien finden sich in Köln am Kölner Dom (Hauptfenster/Querbau), an St. Gereon, St. Paul, an St. Marien (Köln-Fühlingen), der Franziskanerkirche, am Rathaus und zahlreichen anderen öffentlichen Neubauten in Köln (Gürzenich/Theater/Schulen/Behörden). 
Im November 1946 wurde er an die wiedereröffneten Kölner Werkschulen berufen und blieb dort bis zu seinem Tod als Professor für Glasmalerei. Sein Kollege Ludwig Gies war mit ihm befreundet.

## Weitere sakrale Glasfenster (Auswahl)
- St. Clemens, Duisburg
- St. Petrus Canisius, Duisburg
- St. Elisabeth, Essen
- Herz-Jesu-Kirche, Mönchengladbach
- St. Johann Baptist, Willig
- Kapelle zum Hl. Kreuz, Willig
- Stephani Auffindung, Zülpich

Quelle für alle: